# エドムンド・アッド
エドムンド・アッド（英語: Edmund Addo、2000年5月17日 - ）は、ガーナのサッカー選手。ポジションはミッドフィールダー。

## 経歴
2021年7月14日、FCシェリフ・ティラスポリに移籍した。
2023年1月10日、FKスパルタク・スボティツァに移籍した。
2023年6月21日、レッドスター・ベオグラードと4年契約を締結した。
2024年2月1日、FKラドニチュキ・ニシュに半年間の契約でレンタル移籍した。